# Куремяэ
Ку́ремяэ (эст. Kuremäe) — деревня в волости Алутагузе уезда Ида-Вирумаа, Эстония.
До административной реформы местных самоуправлений Эстонии 2017 года деревня входила в состав волости Иллука.

## Число жителей
По данным переписи населения 2011 года в деревне насчитывалось 273 жителя, в их числе 109 эстонцев (39,9 %).
На 1 января 2019 года в деревне было 290 жителей.

## Достопримечательности
В деревне находится Пюхтицкий Успенский женский монастырь (ставропигиальный монастырь Русской православной церкви).

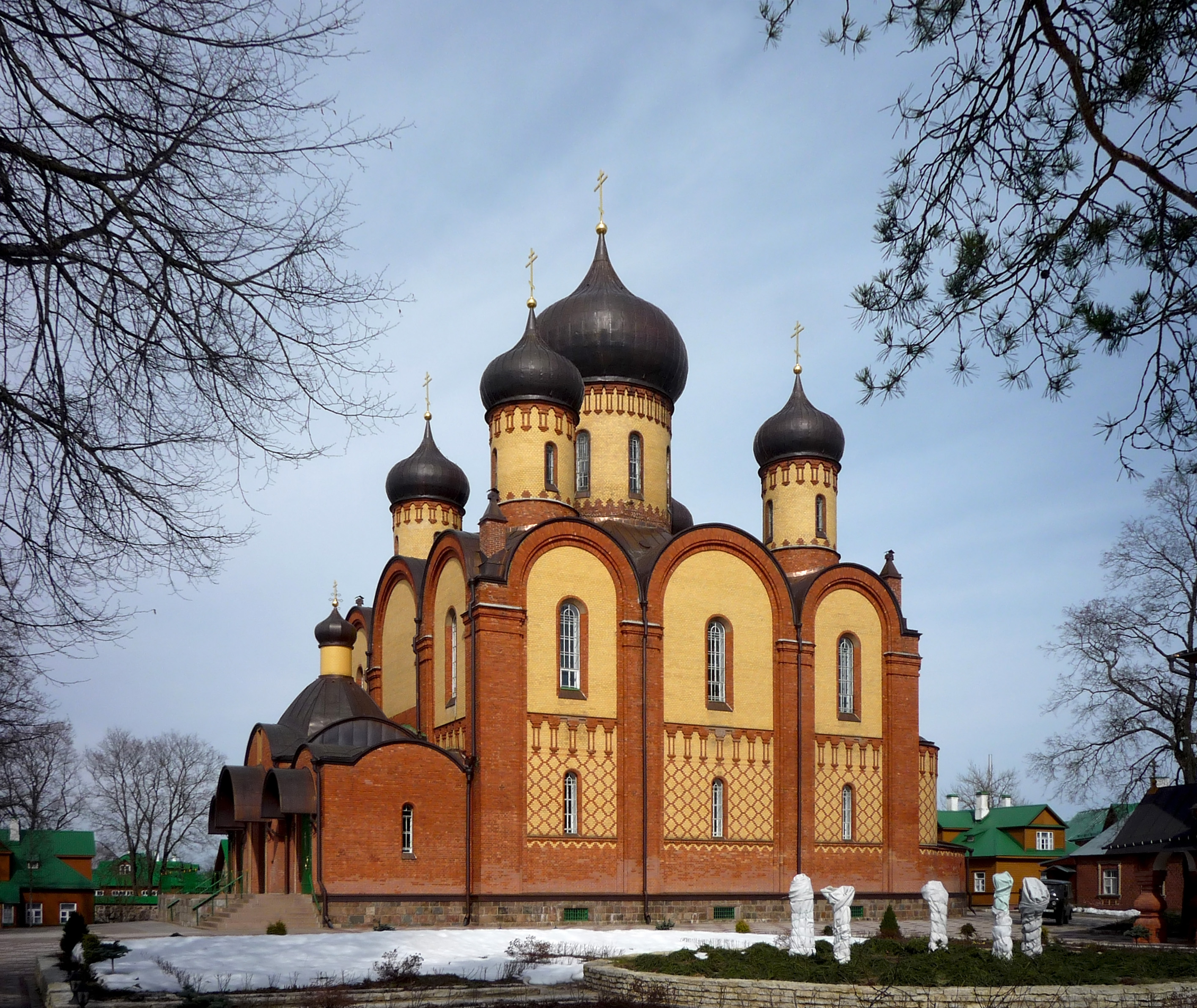
Пюхтицкий монастырь